# Habropogon aegyptius
Habropogon aegyptius är en tvåvingeart som beskrevs av Efflatoun 1937. Habropogon aegyptius ingår i släktet Habropogon och familjen rovflugor. Inga underarter finns listade i Catalogue of Life.